# Julien Sarfati
Pour les articles homonymes, voir Sarfati.
 (avril 2011).
Si vous disposez d'ouvrages ou d'articles de référence ou si vous connaissez des sites web de qualité traitant du thème abordé ici, merci de compléter l'article en donnant les références utiles à sa vérifiabilité et en les liant à la section « Notes et références ».
Julien Sarfati, né le 22 janvier 1955 en Tunisie, à Sousse, est un écrivain et scénariste. 

## Biographie
Julien Sarfati est né d'un père instituteur puis professeur de mathématiques.  
Après une longue carrière d'acteur de théâtre sous la direction d'Antoine Vitez, Guy Rétoré, Jean-Louis Martin-Barbaz, etc., il abandonne le métier d'acteur et publie chez Gallimard (Série noire) un livre, Le Saltimbanque . Depuis 1999, il écrit de nombreux films et séries pour la télévision dont le plus illustre est La Maison des Rocheville. 
Il a été marié à Marion Held Javal avec qui il a trois enfants puis avec l'actrice Lisa Martino avec qui il en a un autre. 

## Filmographie

### Télévision
- 2009, 2010 : La Maison des Rocheville
- 2008 : La Légende des trois clefs
- 2007 : Braquo
- 2005 : Terre de Lumière
- 2004 : Diane, femme flic
- 2003 : Les enfants de Charlotte
- 2002 : L'agence matrimoniale
- 2001 : La Juge Beaulieu
- 2000 : Un flic nommé Lecoeur
- 1999 : Marie Lester
- ? : PJ
- ? : La Crim'

### Cinéma
- 2000 : L'infiltré